# Quân kỳ

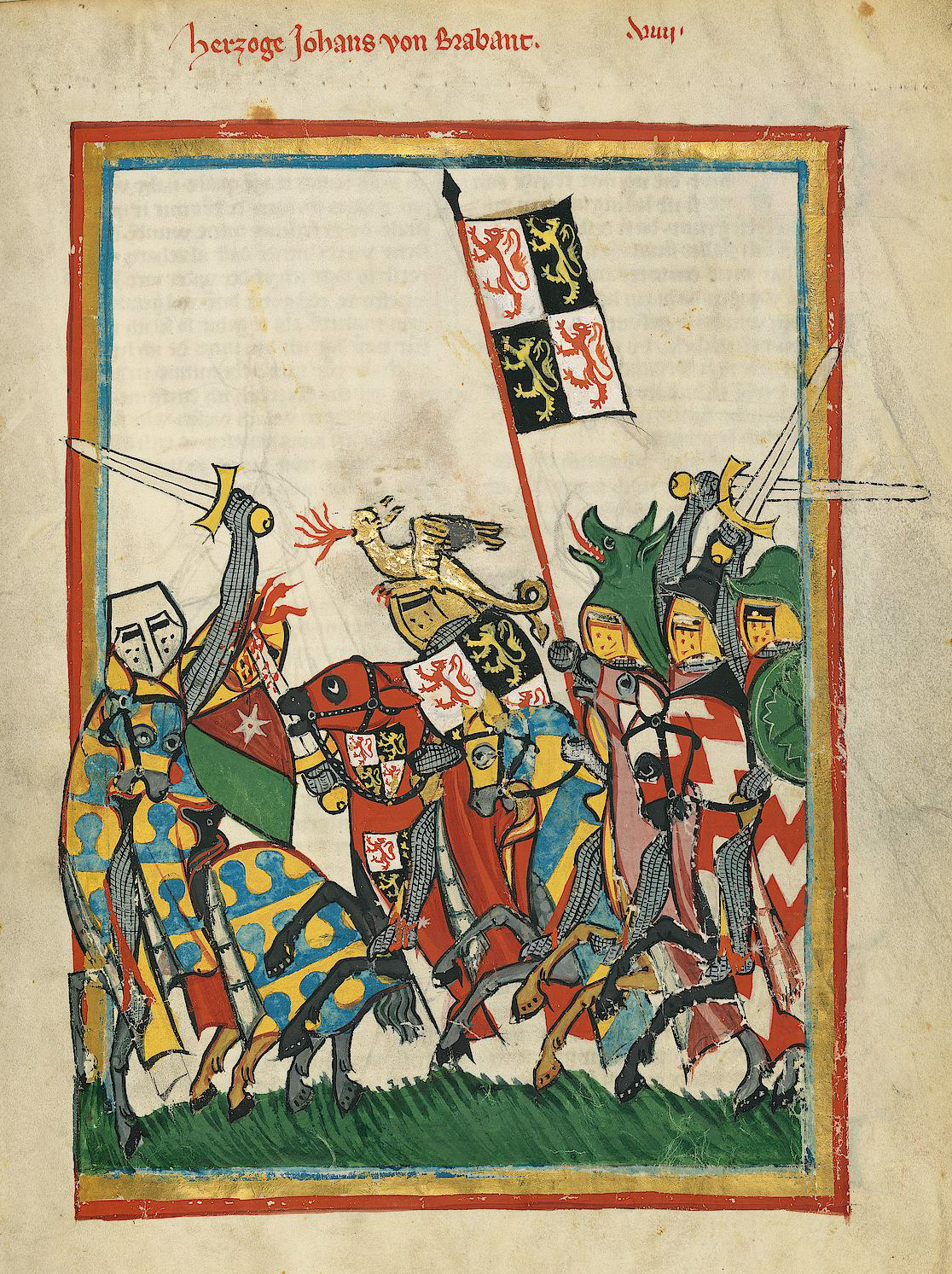
Hiệp sĩ Jan I van Brabant trương quân kỳ khi xung chiến; huy hiệu trên cờ cũng được vẽ trên tấm khiên của hiệp sĩ (Codex Manesse, khoảng năm 1304)

Quân kỳ hay chiến kỳ là một loại cờ dùng cho quân đội, nhất là bộ binh khi lâm chiến. Loại cờ này thường là một phiên bản của quốc kỳ.

## Lịch sử
Cờ hiệu trong chiến trận có mặt trễ nhất từ thời Đế quốc La Mã dùng trong quân đội để phân biệt các đơn vị quân đoàn. Sang thời Trung cổ thì cờ hiệu lại càng phát triển song song với ngành huy hiệu của các dòng hiệp sĩ ở Âu châu cũng như ở Nhật Bản.
Lá cờ chiến nhiều người biết đến là cờ "Mặt trời mọc" của Quân đội Đế quốc Nhật Bản. Lá cờ này có mặt tại Việt Nam thời Chiến tranh thế giới thứ hai khi toàn thể Đông Dương bị Nhật Bản chiếm đóng.

## Hình ảnh quân kỳ của một số quân đội các quốc gia

### Quân kỳ quốc gia
- Quân kỳ Bolivia
- Quân kỳ Brunei
- Quân kỳ Campuchia
- Quân kỳ Lực lượng vũ trang Canada
- Quân kỳ Quân giải phóng Nhân dân Trung Quốc
- Quân kỳ Gruzia
- Cờ của Lực lượng Phòng vệ Nhật Bản và Lực lượng Phòng vệ Mặt đất Nhật Bản
- Cờ của Lực lượng vũ trang Moldova
- Quân kỳ lực lượng vũ trang Myanmar
- Quân kỳ Lực lượng vũ trang Pakistan
- Quân kỳ Peru
- Quân kỳ Bồ Đào Nha
- Quân kỳ Lực lượng Vũ trang Liên bang Nga
- Quân kỳ Lực lượng Vũ trang Ả Rập Xê-út
- Quân kỳ Lực lượng vũ trang Serbia
- Quân kỳ Lực lượng vũ trang Ukraine
- Quân kỳ Quân đội nhân dân Việt Nam

### Quân kỳ dành cho Lục quân
- Lục quân Bangladesh
- Lục quân Bulgaria
- Lục quân Giải phóng Nhân dân Trung Quốc
- Lục quân Đài Loan
- Lục quân Gruzia
- Lục quân Hy Lạp
- Lục quân Hungary
- Lục quân Ấn Độ
- Lục quân Malaysia
- Lục quân Myanmar
- Lục quân Pakistan
- Lục quân Ba Lan
- Lục quân Nga
- Lục quân Ả Rập Xê Út
- Lục Quân Hàn Quốc
- Lục quân Hoàng gia Thái Lan
- Lục quân Thổ Nhĩ Kỳ
- Luc quân Ukrainia
- Lục quân Anh

### Quân kỳ dành cho Hải quân
- Hải quân Áo
- Hải quân Đan Mạch
- Hải quân El Salvador
- Hải quân Phần Lan
- Hải quân Đức
- Hải quân Iceland
- Lực lượng Phòng vệ Biển Nhật Bản
- Hải quân Na Uy
- Hải quân Philippines
- Hải quân Hoàng gia Ả Rập Xê Út
- Hải quân Thụy Điển
- Hải quân Venezuela